# Porte Saint-Martin
Pour les articles homonymes, voir Porte Saint-Martin (homonymie).
La porte Saint-Martin est un monument de Paris, situé à l'emplacement d'une porte de l'ancienne enceinte de Charles V. Elle fut érigée en 1674 sur ordre de Louis XIV, en l'honneur de ses victoires sur le Rhin et en Franche-Comté, par l'architecte Pierre Bullet, élève de François Blondel, architecte de la porte Saint-Denis voisine. 
Les murs adjacents ont depuis été détruits.
La porte Saint-Martin fait l’objet d’un classement au titre des monuments historiques par la liste de 1862. Des travaux de restauration ont été entrepris en 1988.

## Situation et accès
L'édifice se trouve au croisement de l'axe Saint-Martin (rue Saint-Martin et rue du Faubourg-Saint-Martin) dans le 10e arrondissement et des Grands Boulevards (boulevard Saint-Denis et boulevard Saint-Martin).
Ce site est desservi par la station de métro Strasbourg - Saint-Denis. Il était desservi jusqu'en 1939 par la station Saint-Martin, aujourd'hui fermée car trop proche de la précédente.

## Historique

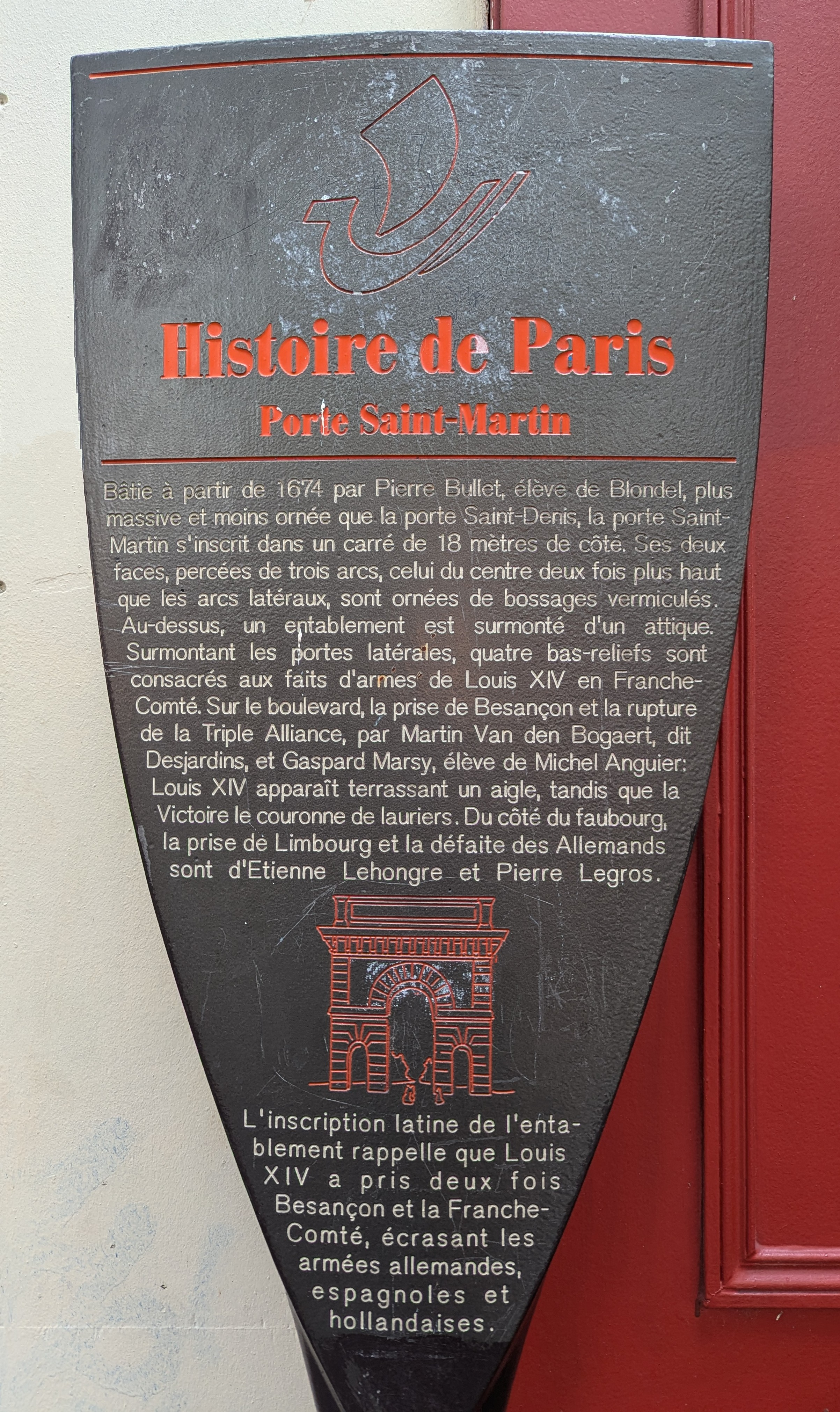
Panneau Histoire de Paris

Le monument actuel est le successeur de trois portes fortifiées datant de la période médiévale, s'échelonnant le long de la rue Saint-Martin.

### Première porte (Xesiècle)
La première porte Saint-Martin, surnommée l'« archet Saint-Merri », se trouvait juste avant le débouché de la rue Saint-Martin sur l'actuelle place Edmond-Michelet, à hauteur des nos 88 et 90 de la rue (48° 51′ 35,23″ N, 2° 21′ 02,46″ E),.

### Deuxième porte (début duXIIIesiècle)
La deuxième porte, du début du XIIIe siècle, défendue par deux grosses tours, se trouvait juste au nord du croisement entre la rue Saint-Martin (à la hauteur des nos 197-199) et la rue du Grenier-Saint-Lazare (48° 51′ 47,41″ N, 2° 21′ 08,75″ E),.

### Troisième porte (XIVesiècle)

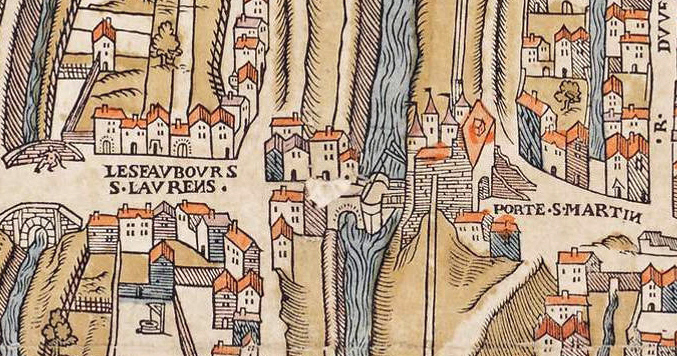
La porte Saint-Martin vers 1550 sur le plan de Truschet et Hoyau.

La troisième porte Saint-Martin, du XIVe siècle, défendue par toute une bastide, se trouvait 60 mètres au sud de l'actuel arc-de-triomphe, au croisement de la rue Saint-Martin (des nos 355-357 au no 328 de la rue) avec la rue Blondel et la rue Sainte-Apolline (48° 52′ 06,72″ N, 2° 21′ 19,19″ E).
La bastide a été détruite en 1673.

## Description du monument actuel

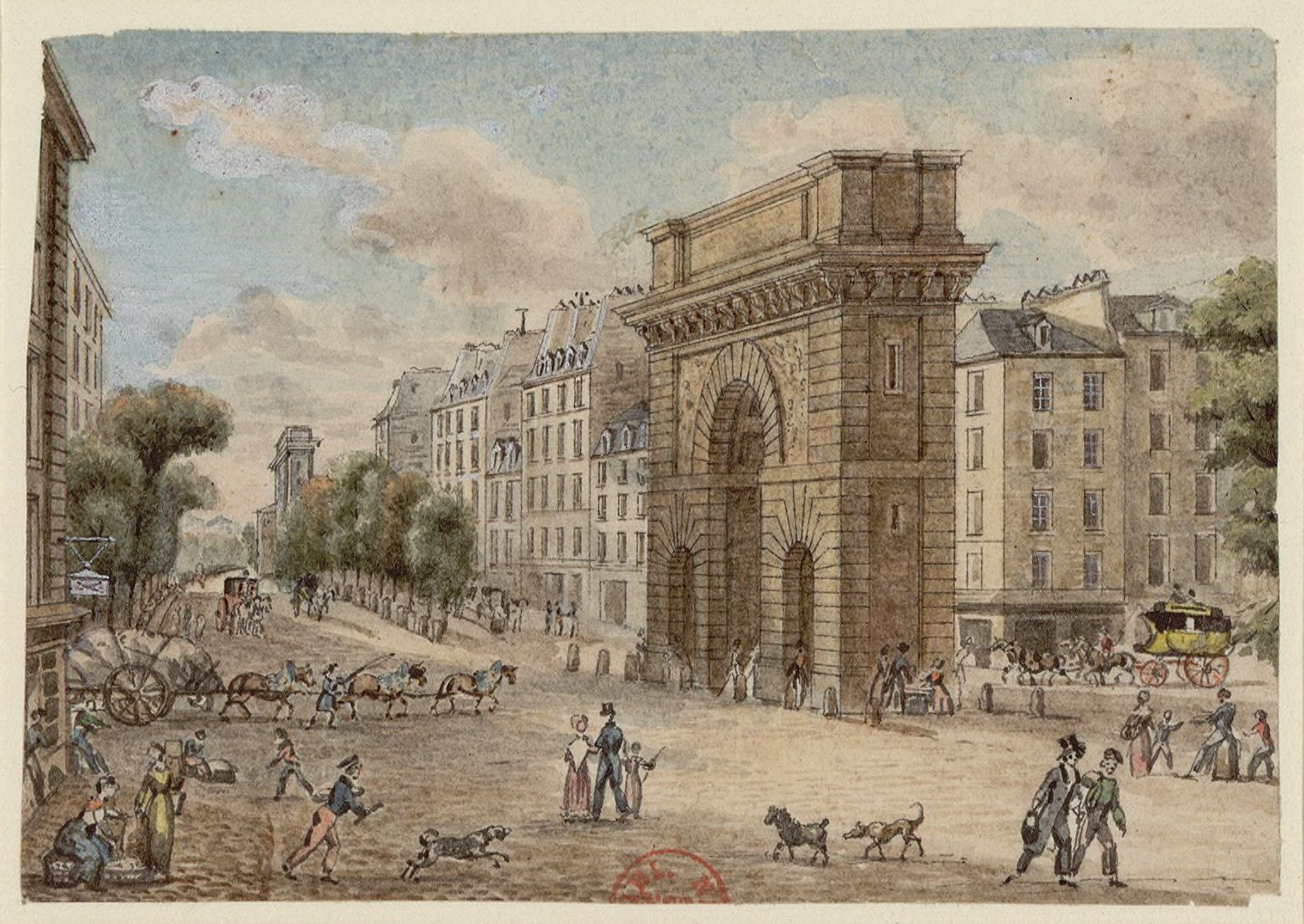
La porte et le boulevard Saint-Martin en 1829.

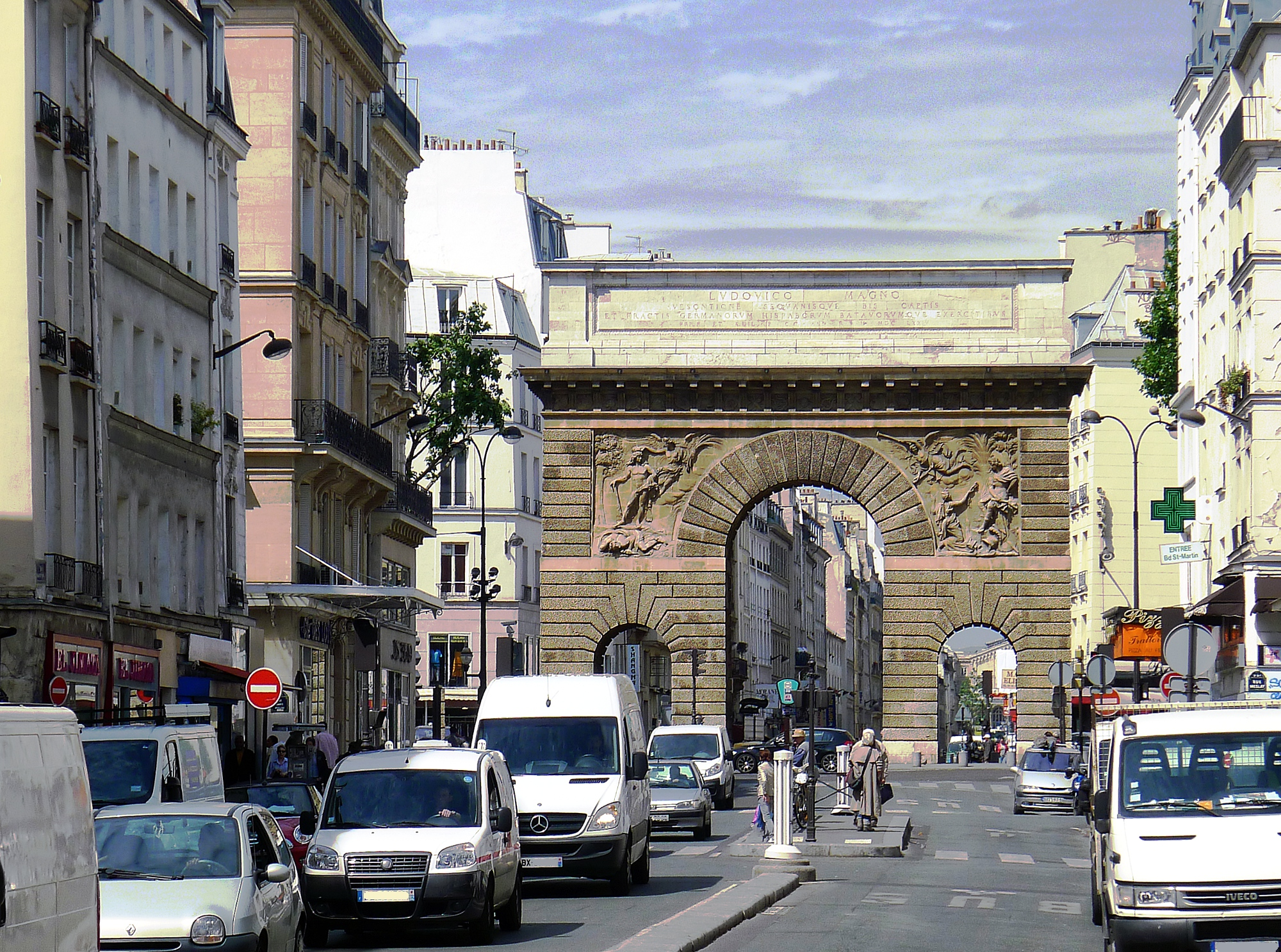
La porte Saint-Martin est située à l'extrémité nord de la rue Saint-Martin ; en arrière-plan, on aperçoit, à travers les arches de la porte, la rue du Faubourg-Saint-Martin.

Le monument actuel, quatrième du nom, est un arc de triomphe de 18 mètres de haut, construit en pierre calcaire à vermiculures ; l'attique est en marbre.
Les écoinçons sont occupés par quatre allégories en bas-reliefs :
- au nord, La Prise du Limbourg en 1675, par Pierre Ier Legros, est symbolisée par une femme assise près d'un lion couché ; La Défaite des Allemands, par Gaspard Marsy montre Louis XIV en Mars, portant l'écu de la France et repoussant l'aigle germanique pour protéger une femme et un vieillard.

Inscription face nord :
LUDOVICO MAGNO QUOD LIMBURGO CAPTO IMPOTENTES HOSTIUM MINAS UBIQUE REPRESSIT. PRAEF. ET AEDIL. P. C.C. ANN. R. S. H. MDCLXXV
traduction : À Louis le Grand, qui après la prise du Limbourg a partout repoussé les menaces d'ennemis impuissants. Le préfet des marchands et l'échevin de Paris en 1675.
- au sud, La Rupture de la Triple Alliance, par Étienne le Hongre présente Louis XIV en Hercule à demi nu, portant sa perruque et tenant sa massue, tandis qu'il foule aux pieds Achéloos ou Géryon ; La Prise de Besançon, par Martin van den Bogaert montre Louis XIV surmonté d'une Renommée, debout devant un palmier et un olivier et recevant les clefs d'une femme portant le genou à terre.

Inscription face sud :
LUDOVICO MAGNO VESONTIONE SEQUANISQUE BIS CAPTIS ET FRACTIS GERMANORUM HISPANORUM BATAVORUMQUE EXERCITIBUS. PRAEF. ET AEDIL. P. C.C. ANN. R. S. H. MDCLXXIV
traduction : À Louis le Grand, qui prit deux fois Besançon et la région des Séquanes et battit les armées des Germains, des Espagnols et des Bataves. Le préfet des marchands et l'échevin de Paris en 1674.

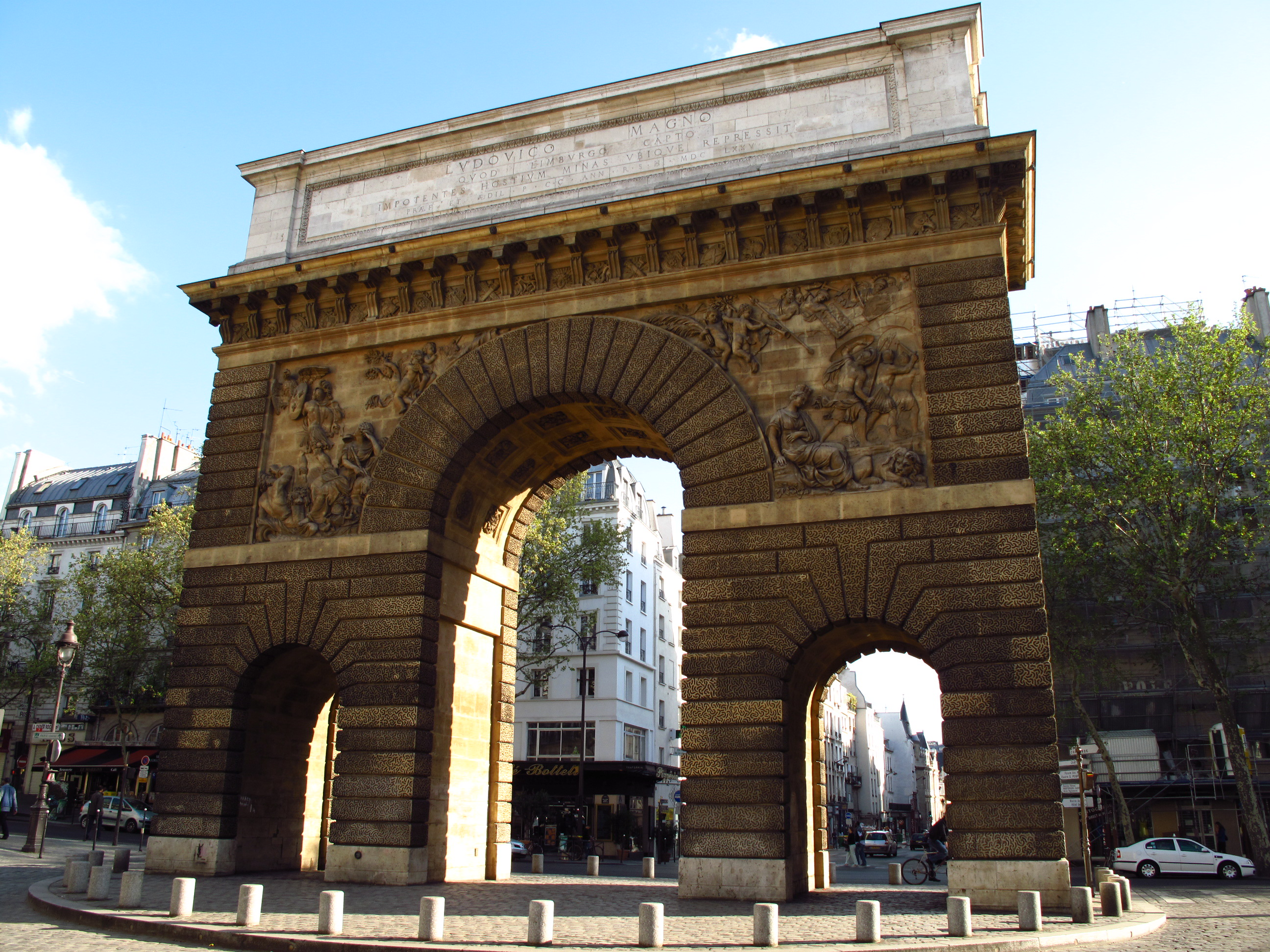
Face nord.
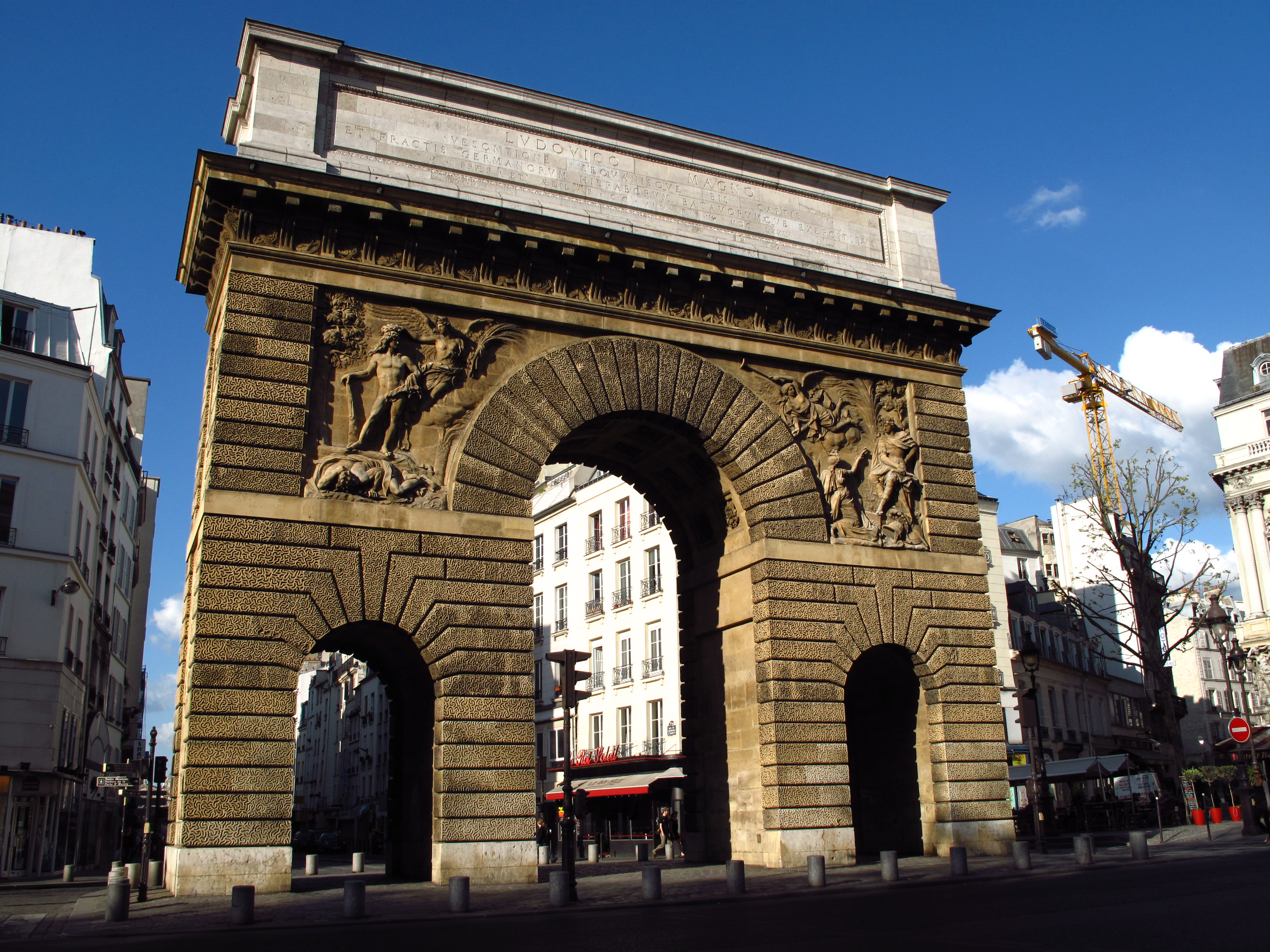
Face sud.